# النفس المطمئنة
النفس المطمئنة هي إحدى درجات النَّفس الإنسانيَّة، التي ترتقي بأعمالِها من حال النَّفس الأمَّارة بالسوء، حتَّى تصل إلى مرتبة الاطمِئْنان. والطمأنينة: سكونٌ يُثْمر السَّكينة والأمن. ونجد أنَّ الطمأنينة أعمُّ وأشمل، وتكون في العلم واليقين؛ ولهذا اطمأنَّت القلوب بالقرآن، أمَّا السكينة، فإنَّها ثبات القلْب عند هجوم المخاوف عليْه، وسكونه وزوال قلقِه واضطرابه. فإن طمأنينة القلب، سكونه واستقراره بزوال القلق والانزعاج عنه؛ وهذا لا يتأتى بشيء سوى الله.

## النفس المطمئنة في اللغة
النَّفْسُ المُطْمَئِنّة من المصطلحات والألفاظ الإسلامية الهامة لناخذه بشيء من التفصيل:
- النَّفْسُ لغةً: النَّفْسُ - نَفْسُ: والجمع: أَنْفُسٌ، ونُفوسٌ. الرُّوحُ. والنَّفْسُ ذاتُ الشيء وعينُه. يقال: جاءَ هو نفسُه أَو بنَفْسِه. وفلانٌ ذو نَفْس: خُلُق وجَلَد.

المعجم الوسيط

- مُطْمَئِنٌّ لغةً: مُطْمَئِنٌّ: جمع: ـون، ـات. [ ط م ن ]. (فاعل مِن اِطْمَأَنَّ). بمعنى ": مُرْتَاحٌ.

«مُطْمَئِنٌّ عَلَى مُسْتَقْبَلِهِ»: مُرْتَاحُ البَالِ.
المعجم: الغني المعجم: اللغة العربية المعاصر

## الأدلة الشرعية
- قال الله تعالى: ﴿الَّذِينَ آمَنُوا وَتَطْمَئِنُّ قُلُوبُهُمْ بِذِكْرِ اللَّهِ أَلَا بِذِكْرِ اللَّهِ تَطْمَئِنُّ الْقُلُوبُ ۝٢٨﴾ [الرعد:28].
- قال الله تعالى: ﴿لَا أُقْسِمُ بِيَوْمِ الْقِيَامَةِ ۝١﴾ [القيامة:1].

النَّفْسُ المُطْمَئِنّة
هي النفس الراضية فلا تفزع عند الملمات ولا تصخب في المصائب ولا تغالي في الفرح والبهجة. بل هي ساكنه تعرفت على حقيقة الدنيا وحجمها فتعلقت بالاخره.في الدين الإسلامي تقسم لثلاثة أقسام وهي النفس اللوامة، النفس المشتهية، والنفس المطمئنة، حسب ما ورد بالقرآن الكريم، والجسد حسب الأديان الثلاث أيضا هو الجزء المادي في الإنسان، وهو أدنى الأجزاء من حيث القيمة.
النفس المطمئنة هي المؤمنة المطمئنة بثواب الله، رَضِيَتْ عَنْ اللَّه وَرَضِيَ عَنْهَا، أَمَرَ بِقَبْضِهَا فَأَدْخَلَهَا الْجَنَّة وَجَعَلَهَا مِنْ عِبَاده الصَّالِحِينَ

- قال العلامة القرطبي: (النفس المطمئنة، أيقنت أن الله ربها، فأخبتت لذلك؛ قال ابن عباس رضي الله عنهما: أي المطمئنة بثواب الله.المؤمنة).
- وفي مسند الإمام أحمد وغيره عن أبى هريرة رضي الله عنه أن رسول الله ﷺ قال: «إن الملائكة عند احتضار النفس المطمئنة تقول:اخرجي أَيَّتُهَا النَّفْسُ الطَّيِّبَةُ كَانَتْ فِي الْجَسَدِ الطَّيِّبِ اخْرُجِي حَمِيدَةً وَأَبْشِرِي بِرَوْحٍ وَرَيْحَانٍ وَرَبٍّ غَيْرِ غَضْبَانَ، قَالَ: فَلَا يَزَالُ يُقَالُ ذَلِكَ حَتَّى تَخْرُجَ ثُمَّ يُعْرَجَ بِهَا إِلَى السَّمَاءِ فَيُسْتَفْتَحُ لَهَا فَيُقَالُ: مَنْ هَذَا فَيُقَالُ فُلَانٌ فَيَقُولُونَ مَرْحَبًا بِالنَّفْسِ الطَّيِّبَةِ كَانَتْ فِي الْجَسَدِ الطَّيِّبِ ادْخُلِي حَمِيدَةً وَأَبْشِرِي بِرَوْحٍ وَرَيْحَانٍ وَرَبٍّ غَيْرِ غَضْبَانَ».
- قال الحسن البصري: إن الله تعالى إذا أراد أن يقبض روح عبده المؤمن، اطمأنت النفس إلى الله تعالى، واطمأن الله إليها.
- وقال عمرو بن العاص: إذا توفي المؤمن أرسل الله إليه ملكين، وأرسل معهما تحفة من الجنة، فيقولان لها: اخرجي أيتها النفس المطمئنة راضية مرضية، ومرضيا عنك، اخرجي إلى روح وريحان، ورب راض غير غضبان، فتخرج كأطيب ريح المسك وجد أحد من أنفه على ظهر الأرض. وذكر الحديث.
- وقال سعيد بن زيد: «قرأ رجل عند النبي - ﷺ - يا أيتها النفس المطمئنة، فقال أبو بكر: ما أحسن هذا يا رسول الله فقال النبي - ﷺ -: " إن الملك يقولها لك يا أبا بكر "».[8]
- يتركز البحث في معركة الجهاد الأكبر وهو جهاد النّفس حول ماذا يصنع الإنسان ليفوز ويكسب هذه المعركة، فالأهواء كثيرة ونوازع النفس قوية إلى حد أنّها قادرة على جر صاحبها إلى مزالق الهاوية، فإذا هو أخلص عبوديته لله وحده فإنّه حينها يتحقق له الانتصار على كل النوازع المنحرفة أو الشريرة، ويتمكن من هزيمة الأهواء لتكون روحه روحًا مقدسة وعظيمة.

ولصعوبة أمر جهاد النّفس وثقله فقد وضع الله تعالى لعباده برنامجًا روحيًا يضمن لهم عملية البناء المتوازن وصيرورة النّفس في المجال القدسي.

أما كيف يصل الإنسان إلى هذا المقام المحمود فهو سهل على من يسره الله له ووفقه لسلوك درب الطاعة والتقرب لله جل جلاله رغبة ورهبة بكثرة النوافل، وخير معين على ذلك مراقبة الله في السر والعلن، والإخلاص في العمل، وكثرة الذكر، والتعلق بما عند الله من خير.

## النفس المطمئنة من ناحية طبية
النفس المطمئنة هي النفس الخالية من الضغط النفسي: وهو حالة من عدم التوازن الناجم عن تعرض الفرد لانفعالات نفسية سيئة تتسم بالقلق والتوتر والضيق والتفكير المرهق في أحداث وخبرات حياتية تعرض لها في الماضي أو يعيشها حاضراً أويخشى حدوثها مستقبلاً، وتسبب اضطرابات فسيولوجية ضارة.
علماء النفس اضطروا إلى الإقرار بكون الدين عاملا مساعدا للصحة النفسية والجسدية بعد أن تجاهلوه وقللوا من قيمته وهذا مثل نقطة تحول مهمة في علم النفس، بل إن علم النفس المعاصر يعتبر الدين عاملا مهما في إعادة الطمأنينة إلى النفس
الضغوط النفسية يمكن أن تكون بسيطة أو متوسطة أو شديدة، وهذا يمكن أن يكون له تأثير على الشخص بصورٍ مختلفة؛ فالضغوط النفسية البسيطة قد تكون مفيدة، ومطلوبة لأن قليلا من الضغوط النفسية تجعل الشخص يقلق بصورة بسيطة وبالتالي ينعكس ذلك على الشخص حيث يُحسّن من أداء الشخص في أي عمل يقوم به

## صفات أصحاب النفس المطمئنة

### الصفة الأولى: الإخــلاص
وللإخلاص علامات ابحث عنها في نفسك لتعلم أأنت مخلصٌ أم لا، وهي:
1. أن يكون في عناية الله تعالى ومعيته. أي إنه ليس كثيــر التعثُر وأحواله ليست مضطربة أو متباينة، كما قال ابن الجوزي «. إنما يتعثر من لم يخلص» [13]
2. بذل المجهود في الطاعة.
3. أن يكون حريصًا على إسرار الأعمال. إلا على ما ينبغي إظهاره، مثل: الصلاة والدعوة والجهاد.
4. الحرص الشديد على إصلاح العمل وإتقانه وإحسانه. لأنه يعيش لله لا لنفسه، فكل ما يفعله يبذله لوجه الله.
5. وجل القلب وخوفه من عدم القبول.

### الصفة الثانية: المتابعة لهدي النبي
فصاحب النفس المطمئنة يتبع النبي ﷺ حذو القُذة بالقُذة، حتى تطغى محبته للنبي على حب المال والولد وحتى النفس. عن أنس قال: قال رسول الله ﷺ: «لَا يُؤْمِنُ أَحَدُكُمْ حَتَّى أَكُونَ أَحَبَّ إِلَيْهِ مِنْ وَلَدِهِ وَوَالِدِهِ وَالنَّاسِ أَجْمَعِينَ» [متفق عليه].
وعلامة الإتباع: شدة الحرص على معرفة سُنَّتِهِ وأحواله وسيـرته، والاقتداء به.

### الصفة الثالثة: الرضــا عن الله تعالى
فعندما يذوق طعم الإيمان يمر عليه البلاء وهو مطمئنٌ ساكنٌ هادئ.. عن العباس بن عبد المطلب قال: قال رسول الله ﷺ: «ذَاقَ طَعْمَ الْإِيمَانِ مَنْ رَضِيَ بِاللَّهِ رَبًّا وَبِالْإِسْلَامِ دِينًا وَبِمُحَمَّدٍ رَسُولًا» [رواه مسلم].
أي الإنسان إذا أكرمه الله بنعمٍ لا تعد ولا تحصى في الدنيا يتوهم أن هذا إكرامٌ له، وحينما يزوي الله عنه نعمةً لحكمةٍ بالغةٍ يتوهم أن الله أهانه، الإمام الجنيد ـ ـ يقول: الرضا هو العلم، أنت حينما تعلم حكمة الله، ورحمته، وعدله، لابد أن ترضى عنه، وحينما تنطلق من حقيقةٍ في الإيمان دقيقة وهي أن كل شيءٍ وقع أراده الله، وأن كل شيءٍ أراده الله وقع، لأنه لا يليق بألوهية الإله أن يقع في ملكه ما لا يريد، ومعنى يريد أنه سمح بذلك، قد يسمح ولم يأمر، وقد يسمح ولم يرضَ.

### الصفة الرابعة: شدة محبة الله تعالى وتعظيمه
فقد صُبِغَت حياته بصبغة جميلة من حسن الظن بالله تعالى، إذا ابتلاه يصبر ويرضى وإذا أنعَمَ عليه يشكر ربِّه ويحمده على نِعَمهِ .. فهو سبحــانه ربٌّ ودودٌ يتودد إلى عبــاده الصالحين،
قال تعالى: ﴿إِنَّ الَّذِينَ آمَنُوا وَعَمِلُوا الصَّالِحَاتِ سَيَجْعَلُ لَهُمُ الرَّحْمَنُ وُدًّا ۝٩٦﴾ [مريم:96].
وعلامات محبتك لله تعالى هي:
| 1) الأنس بالله تعالى في الخلوة العناية بتوحيد الرحيم الرحمن، إفراد الله تعالى بالعبادة الظاهرة والباطنة، وترك عبادة ما سواه. 2) التلذذ بتلاوة كلام الله والاستمتاع بالصلاة، الوصوم، والصدقة. 3) كثرة اللهج بذكر الله التسبيح، والتحميد، والتكبير، والتهليل. 4) موافقة العبد ربَّه فيما يُحب ويكره . | 5) الحسرة على فوات الطاعة وتركها؛ فإن المؤمن إذا ترك أمراً أوجبه الله عليه لا بد وأن يجد في قلبه ألما ولوعة، ووجدا وحزنا وفرقا أعظم من تألم الحريص على دنياه إذا فآته شيء منها. 6) الغيرة على محارم الله إذا انتهكت؛ إذ كيف يصح لعبدٍ أن يدعي محبة الله –جل في علاه- وهو لا يغار لمحارمه إذا انتهكت، ولا لحقوقه إذا ضُيِّعَت. |

### الصفة الخامسة: الصدق
ولن ينفعك في التعامل مع الله سوى الصدق، والصدق هو ما يجعلك تعيش مطمئنًا .. عن رسول الله ﷺ قال: «دع ما يريبك إلى ما لا يريبك، فإن الصدق طمأنينة وإن الكذب ريبة» [رواه أحمد وصححه الألباني، مشكاة المصابيح (2773)].
وللصدق أنواع، هي:
1) الصدق مع الله تعالى، ويكون: صدقًا في الأقوال؛ فلا ينطق لسانك إلا صدقًا. وصدقًا في الأحوال؛ فلا تراوغ ولا تتلوَّن. وصدقًا في الأعمال؛ بأن تكون مُخلصًا لله تعالى مُتبعًا لهدي النبي ﷺ في أعمالك.
2) الصدق مع النفس. بأن يكون بينه وبين نفسه مصالحة فيما يعتقده وما يفعله. وأن ينصح نفسه؛ حتى لا تميـل مع الشهوات وتركن إليها. فيُحاسب نفسه قائلاً:
يا نفسُ، أخلصي تتخلصي. واصدقي تصلي إلى شواطئ الطمأنينة وتبتعدي عن الريب والشكوك،
3) الصدق مع الناس. فلا يظهر أمام الناس بوجه مُختلف عن الوجه الذي بينه وبين الله تعالى.

### الصفة السادسة
التقوى قال الله سبحانه وتعالى:
﴿يَا أَيُّهَا الَّذِينَ آمَنُوا اتَّقُوا اللَّهَ حَقَّ تُقَاتِهِ وَلَا تَمُوتُنَّ إِلَّا وَأَنْتُمْ مُسْلِمُونَ ۝١٠٢﴾ [آل عمران:102]، ﴿يَا أَيُّهَا الَّذِينَ آمَنُوا اتَّقُوا اللَّهَ وَقُولُوا قَوْلًا سَدِيدًا ۝٧٠ يُصْلِحْ لَكُمْ أَعْمَالَكُمْ وَيَغْفِرْ لَكُمْ ذُنُوبَكُمْ وَمَنْ يُطِعِ اللَّهَ وَرَسُولَهُ فَقَدْ فَازَ فَوْزًا عَظِيمًا ۝٧١﴾ [الأحزاب:70–71]، ﴿يَا أَيُّهَا الَّذِينَ آمَنُوا اتَّقُوا اللَّهَ وَلْتَنْظُرْ نَفْسٌ مَا قَدَّمَتْ لِغَدٍ وَاتَّقُوا اللَّهَ إِنَّ اللَّهَ خَبِيرٌ بِمَا تَعْمَلُونَ ۝١٨﴾ [الحشر:18].
فقد أمر الله جميع الخلق بتقواه الأولين والآخرين، قال تعالى: ﴿وَلِلَّهِ مَا فِي السَّمَاوَاتِ وَمَا فِي الْأَرْضِ وَلَقَدْ وَصَّيْنَا الَّذِينَ أُوتُوا الْكِتَابَ مِنْ قَبْلِكُمْ وَإِيَّاكُمْ أَنِ اتَّقُوا اللَّهَ وَإِنْ تَكْفُرُوا فَإِنَّ لِلَّهِ مَا فِي السَّمَاوَاتِ وَمَا فِي الْأَرْضِ وَكَانَ اللَّهُ غَنِيًّا حَمِيدًا ۝١٣١﴾ [النساء:131]، ﴿يَا أَيُّهَا النَّاسُ اتَّقُوا رَبَّكُمُ الَّذِي خَلَقَكُمْ مِنْ نَفْسٍ وَاحِدَةٍ وَخَلَقَ مِنْهَا زَوْجَهَا وَبَثَّ مِنْهُمَا رِجَالًا كَثِيرًا وَنِسَاءً وَاتَّقُوا اللَّهَ الَّذِي تَسَاءَلُونَ بِهِ وَالْأَرْحَامَ إِنَّ اللَّهَ كَانَ عَلَيْكُمْ رَقِيبًا ۝١﴾ [النساء:1].
قال علي بن أبي طالب رضي الله عنه: «التقوى هي الخوف من الجليل، والعمل بالتنزيل، والقناعة بالقليل، والإستعداد ليوم الرحيل».
أن يطاع فلا يعصى ويذكر فلا ينسى وأن يشكر فلا يكفر به.
وشكره يدخل فيه جميع فعل الطاعات ومعنى ذكره فلا ينسي ذكر العبد بقلبه لأوامر الله في حركاته وسكناته وكلماته فيمتثلها ولنواهيه في ذلك كله فيجتنبها.
وأخذ أحدهم هذا المعنى فقال:

### الصفة السابعة
الأمر بالمعروف والنهي عن المنكر أفضل القربات التناصح والتوجيه إلى الخير والتواصي بالحق والصبر عليه، والتحذير مما يخالفه ويغضب الله عز وجل. ﴿وَكَيْفَ تَكْفُرُونَ وَأَنْتُمْ تُتْلَى عَلَيْكُمْ آيَاتُ اللَّهِ وَفِيكُمْ رَسُولُهُ وَمَنْ يَعْتَصِمْ بِاللَّهِ فَقَدْ هُدِيَ إِلَى صِرَاطٍ مُسْتَقِيمٍ ۝١٠١﴾ [آل عمران:101] فالرابحون الناجون في الدنيا والآخرة هم أهل الإيمان والعمل الصالح، والتواصي بالحق والتواصي بالصبر. ومعلوم أن الأمر بالمعروف والنهي عن المنكر والتواصي بالحق والتواصي بالصبر من جملة التقوى.

### الصفة الثامنة
الإحسان إلى عبـــاد الله. في سائر المعاملات، ومن ذلك إحسان الصنعة وإتقانها، فإذا صنع الإنسان شيئًا أو عمل عملاً، فإنه يجب عليه أن يتقنه ويتمه. ومن ذلك ما جاء عن سيد الخلق صلى الله عليه وسلم أنه قال: «إن الله يحب إذا عمل أحدكم عملاً أن يتقنه» [أخرجه البيهقي في شعب الإيمان (4/ 334، رقم 5312). وأبو يعلى (7/ 349، رقم 4386) وحسنه الألباني في صحيح الجامع]. وإن من صور الإحسان التبسم في وجوه الناس، وحسن السلام عليهم، والفرح لفرحهم، وجبر مصابهم، والتألم لألمهم، وإدخال السرور عليهم، وبالجملة فوجوه الإحسان غير محصورة، ولا مقيدة ولا معدودة؛ لأن المسلم أينما وجَّه وجهه وجد بابًا يحسن فيه إلى الخلق.

### الصفة التاسعة
الولاء والبــراء .

### الصفة العاشرة
حُسن الخُلُق فإن الأخلاق في دين الإسلام عظيم شأنها عالية مكانتها، ولذلك دعا المسلمين إلى التحلي بها وتنميتها في نفوسهم، وهي أحد الأصول الأربعة التي يقوم عليها دين الإسلام وهي: الإيمان والأخلاق، والعبادات، والمعاملات، ولذا نالت العناية الفائقة الكبرى والمنزلة العالية الرفيعة في كتاب الله عز وجل وسنة رسوله.
﴿الَّذِينَ يُنْفِقُونَ فِي السَّرَّاءِ وَالضَّرَّاءِ وَالْكَاظِمِينَ الْغَيْظَ وَالْعَافِينَ عَنِ النَّاسِ وَاللَّهُ يُحِبُّ الْمُحْسِنِينَ ۝١٣٤﴾ [آل عمران:134]
﴿فَأَثَابَهُمُ اللَّهُ بِمَا قَالُوا جَنَّاتٍ تَجْرِي مِنْ تَحْتِهَا الْأَنْهَارُ خَالِدِينَ فِيهَا وَذَلِكَ جَزَاءُ الْمُحْسِنِينَ ۝٨٥﴾ [المائدة:85]
﴿قَدْ أَفْلَحَ الْمُؤْمِنُونَ ۝١﴾ [المؤمنون:1].

## وصلات خارجية
- سورة الفجر: تجويد-تفسير - موقع Altafsir.com
- [http://www.islamport.com/isp_eBooks/tfs/e-Books/1179.rar الجامع لأحكام القرآن / سورة الفجر، القرطبي